# Talweg
Een talweg is de lijn die de laagste punten in de vallei van een helling met elkaar verbindt. Een talweg geeft zo ook het natuurlijke profiel weer van een waterloop. Het woord is afkomstig uit het Duits: Tal (vallei) en Weg (weg, route).
In het internationaal recht wordt gesproken over de Thalweg Doctrine (talwegprincipe): het trekken van een grens tussen twee staten op basis van een waterweg, waarbij de grenslijn langs de talweg wordt getrokken. De precieze demarcatie van riviergrenzen is vaak van belang geweest in de geschiedenis. Bekende voorbeelden zijn de Sjatt al-Arab (in Iran Arvand Rud genoemd) tussen Irak en Iran, de Donau in Midden-Europa en het Kasikili/Sedudu-eilandconflict tussen Namibië en Botswana (opgelost in het voordeel van de laatste door het Internationaal Gerechtshof in 1999).